# Fotua
Fotua es una localidad del distrito de Foa, en Tonga. Tiene una población de 236 habitantes en 2021.